# 朱議衍
宜春王朱議衍（？—1650年1月24日（永曆三年十二月戊申）），明朝宗室、南明軍事人物。

## 生平
朱議衍是宜春王朱拱樤的四世孫，拱樤因参与宁王之乱被处决，子孙囚禁高牆，國除；議衍則在弘光帝繼位後獲釋，但襲封宜春王日期不詳。乙酉國變，他出家為僧，被稱呼「大和尚」。永曆二年（1648年）正月，朱議衍從江西進入汀州府；四月時鄒華、丘選奉他攻打寧化縣龍上里大坑口，有眾數千人。次年十二月（合1650年），他被永綬擒獲被殺，而李芳泰戴令他剩餘的部下入山，不久敗亡。

## 引用
1. 1 2  錢海岳《南明史·卷三·本紀第三》：（永曆三年十二月）戊申……宜春王議衍敗績汀州，薨。
2. 1 2  錢海岳《南明史·卷二十七·列傳第三》：宜春王議衍，宜春王拱樤四世孫。拱樤罪繫高牆，國除。議衍，安宗立，得釋，不知何年襲。國變為僧，眾呼大和尚。
3. ↑  錢海岳《南明史·卷二十七·列傳第三》：永曆二年正月，自江西入汀州。四月，鄒華、丘選奉之攻寧化龍上里大坑口，有眾數千。三年十二月，為于永綬所執，遇害薨。李芳泰以其眾入山，久乃敗歿。